# Дуби (пам'ятка природи, Путивльський район)
Дуби — ботанічна пам'ятка природи місцевого значення в Україні. Об'єкт природно-заповідного фонду Сумської області. 
Розташована у межах Путивльського району Сумської області, на північ від с. Волокитине.
Площа 0,04 га. Перебуває у віданні ДП «Кролевецьке лісомисливське господарство» (Ярославське лісництво, кв. 35). Статус надано 31.12.1980 року.
Охороняється місце зростання вікового дерева дуба звичайного. Вік дерева близько 
400 років, висота – 27 м, обхват на висоті 1,3 м – 3,9 м). 
Пам'ятка входить до складу регіонального ландшафтного парку «Сеймський».